# Klaus Künkel (Theologe)
Klaus Künkel (* 24. August 1927 in Hamburg; † 28. Februar 2016) war ein deutscher evangelischer Theologe und Religionspädagoge.

## Leben
Nach dem Abitur 1947 studierte er in Marburg, Tübingen und Göttingen evangelische Theologie, unter anderem bei Rudolf Bultmann und Friedrich Heiler. Er war Pfarrer in Hameln und Osnabrück. Er lehrte von 1962 bis 1992 als Professor für Theologie und Religionspädagogik an der Pädagogischen Hochschule und späteren Universität Osnabrück.

## Schriften (Auswahl)
- Meditation im Spannungsfeld von Erfahrung und Theologie. Reden und Aufsätze. Rehburg-Loccum 1997, ISBN 3-9805998-0-9.
- Ohn' warum. Wege der Meditation. Reden und Aufsätze. Münster 2005, ISBN 3-8258-8058-3.